# Эрушети
Эрушети (груз. ერუშეთი) — исторический регион в юго-западной Грузии. В настоящее время является частью провинции Ардахан на северо-востоке Турции, недалеко от границы с Грузией. Район был сосредоточен в одноименном поселении, в современной деревне Огузолу (тур. Oğuzyolu), которая, согласно средневековой исторической традиции, была одним из первых центров христианства в Грузии. Руины христианских церквей находятся по всему региону. В современной Грузии название «Эрушети» сохранилось как обозначение горного хребта вдоль границы с Турцией.

## История

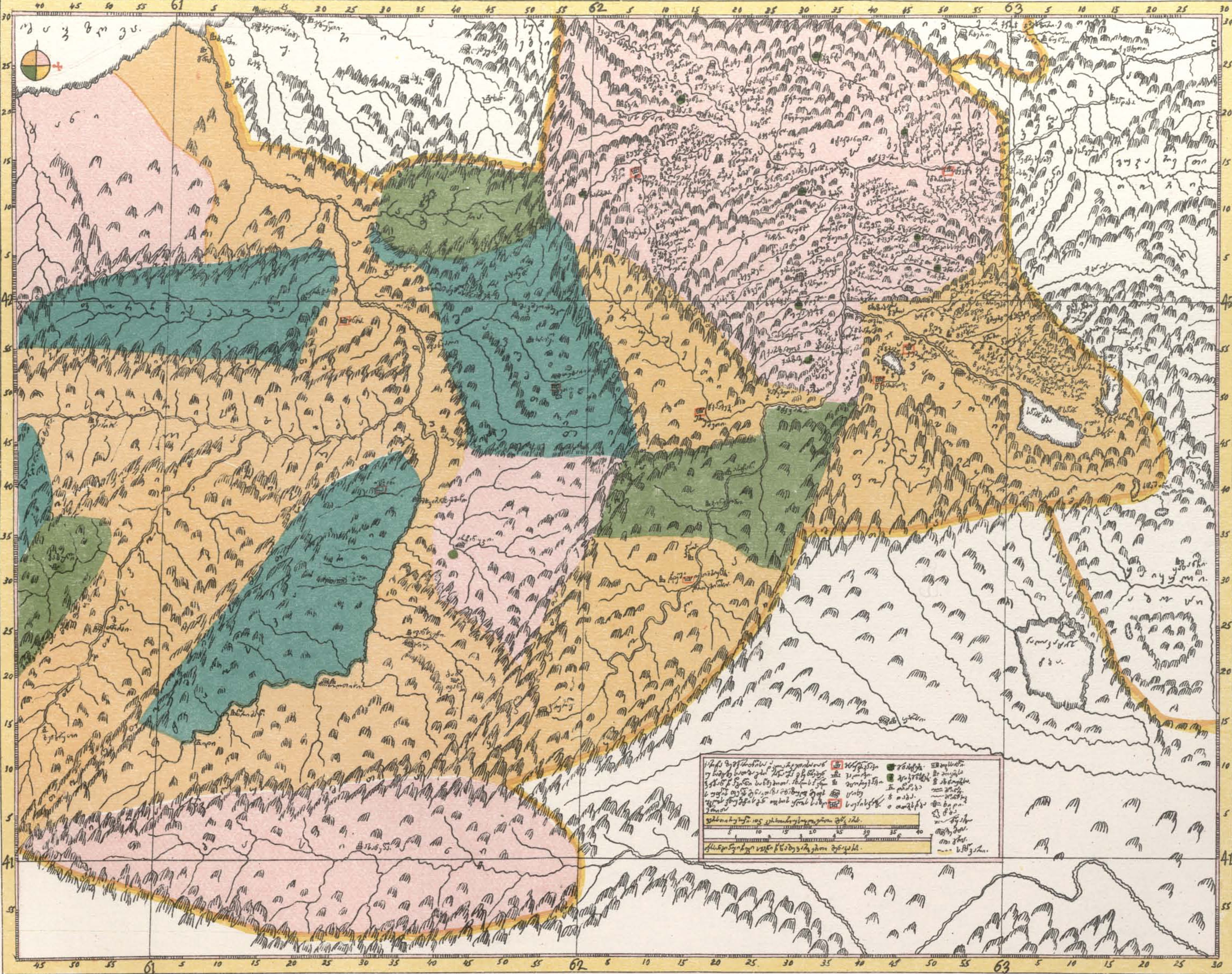
Эрушети на карте Вахушти

Название «Эрушети» было применено средневековыми грузинами к территории в долине реки Кура (или Мтквари) вокруг одноименного города или крепости, к северу от Артани (Ардахан), между хребтом Арсиани и озером Карцахи. Эрушети примыкает к провинции Джавахети и считается ее «нижней» или «западной» частью.
По словам Кирилла Туманова, Джавахети вместе с Эрушети входили в Иберийское эриставство Цунда с IV-го или III-го века до нашей эры. В то время как восточный часть временами был захвачена Арташидским и Аршакунским Арменией, Эрушети/Западная Джавахети твердо оставались в пределах иберийского царства, в конечном счёте становясь областью Багратидов ок. 780.

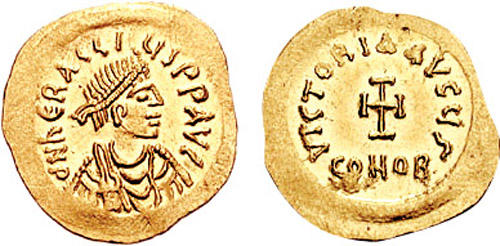
Тремисс из Ираклия, 610—641 г.

Грузинская историческая традиция упоминает Эрушети, наряду с Мцхетой и Манглиси, одним из первых церковных центрами в Картли (Иберия) после обращения царя Мириана III в христианство в 330-х годах. По словам историка XI-го века Леонтия Мровели, Эрушети был первым местом, где епископ Иоанн, вернувшийся из своей миссии с Константинополь с группой византийских священников, решил здесь построить христианскую церковь. Там, хроника продолжается, там он оставил сокровище, в том числе гвозди Господа, привезённые из Константинополя, к разочарованию царя Мириана, который хотел иметь реликвии в своей столице Мцхете. Церковь в Эрушети была дополнительно украшена одним из преемников Мириана — Мирдат III в IV веке, и она стала резиденцией одноименного епископства при Вахтанге I в V веке. Византийский император Ираклий I, который проходил через Картли во время его войны с Ираном в 620-х годах, лишил Эрушети своих святых реликвий.
После того, как Османская империя захватила Эрушети как часть своих приобретений в юго-западной Грузии в XVI веке, христианство и грузинская культура постепенно приходили в упадок. В начале XVIII века грузинский учёный князь Вахушти сообщил, что соборная церковь всё ещё стояла в Эрушети, но больше не использовалась. Грузинский археолог Эквтиме Такаишвили, посетивший Эрушети в 1902 году, обнаружил, что только пожилые люди могли понимать грузинский язык. Он идентифицировал трёхнефную базилику в деревне Осузолу, недалеко от Ханака, как церковь Эрушети, из которой Бруно Баумгартнер обнаружил только разрушенную апсиду в 1990 году. Гогубанский или Гогиубский Церковь Святого Георгия в Бинбашаке (тур. Binbaşak) теперь находится в руинах, и ничего не осталось от важной крестообразной куполообразной Цкароставской церкви Святой Богородицы в Ончюле (тур. Öncül). Лучше сохранились однонефные церкви в Берки (тур. Börk) и Чаищи (тур. Kayabeyi), последние в настоящее время используются в качестве мечети.